# Thermopolis (Wyoming)
Thermopolis város az USA Wyoming államában, Hot Springs megyében, melynek megyeszékhelye is. Lakosainak száma 2725 fő (2020. április 1.).

## Népesség
A település népességének változása:

| 2010 | 3 009 |
| 2020 | 2 725 |